# Lovelytheband
Lovelytheband es una banda estadounidense de indie pop formada en 2016 en Los Ángeles. Está formada por el vocalista Mitchell Collins, el guitarrista Jordan Greenwald y el baterista Sam Price. Su sencillo debut «Broken» de 2017 alcanzó el puesto #29 en el Billboard Hot 100 y es la canción con más semanas como #1 en el Billboard Alternative Songs.
En 2017 lanzaron su EP Everything I Could Never Say. En agosto de 2018 lanzaron su álbum debut Finding It Hard To Smile.